# Erattupetta
Erattupetta es una ciudad censal situada en el distrito de Kottayam en el estado de Kerala (India). Su población es de 34814 habitantes (2011). Se encuentra a 34 km de Kottayam y a 72 km de Cochin.

## Demografía
Según el censo de 2011 la población de Erattupetta era de 34814 habitantes, de los cuales 17555 eran hombres y 17259 eran mujeres. Erattupetta tiene una tasa media de alfabetización del 95,46%, superior a la media estatal del 94%: la alfabetización masculina es del 97,39%, y la alfabetización femenina del 93,51%.